# Xanthorhoe pyrrhobaphes
Xanthorhoe pyrrhobaphes är en fjärilsart som beskrevs av Turner 1926. Xanthorhoe pyrrhobaphes ingår i släktet Xanthorhoe och familjen mätare. Inga underarter finns listade i Catalogue of Life.